# Shogo: Mobile Armor Division
『Shogo: Mobile Armor Division』（しょうごう:モビル・アーマー・ディビジョン）は、 1998年にMonolith Productions（モノリス）が開発したファーストパーソン・シューティングゲームである。日本語タイトルは『昇剛』。

## 概要
米国版は1998年にInterplay Entertainmentによって発売された。日本語版は宝島社フォースから発売され、販売はツクダシナジーが担当。根本美帆（詳しい経歴は不明だが、同名の人物が2006年8月より5代目武富士ダンサーズとして活動していたことが確認されている。結局メジャーデビューしないまま引退したらしい）の日本語の楽曲『願い』がテーマソングに採用されている。
このゲームは、人間によるFPSパートと、二足歩行メカに乗り込んで闘うFPSパートの2つのパートがあることが特徴で、メカのデザインは『パトレイバー』や『アップルシード』といった日本のアニメに大きな影響を受けている。
ストーリーを重視したFPSとしては同時期にリリースされたValve社の大ヒット作『ハーフライフ』の影に隠れる形となったことや、またパブリッシャのInterplayが弱小だったこともあり、同時期にモノリスが開発した『Blood II: The Chosen』と比べてもセールスは良くなかったものの、ゲーム自体の評価は高く、日本の80年代メカアニメをそのままFPSにしたゲームデザインということもあって熱狂的なファンを生んだ。

## ゲームプレイ
Shogo は、一般的な徒歩によるファーストパーソン・シューティングアクションと、アニメスタイルの二足歩行メカとの戦闘の両方を組み合わせた点を特徴としている。『MechWarrior』シリーズなどのメカシミュレーターゲームとは異なり、 Shogoのメカは基本的にファーストパーソン・シューティングゲームと同様の操作体系を取っている。
Shogoの戦闘システムにおける固有の特徴は、「クリティカルヒット」の採用である。これにより、敵を攻撃した際、当たり所が良ければヘルスボーナスをゲットできる上、使用された武器によっては相手の敵に通常より多くのダメージを与えることができる。ただし、敵キャラクターもプレイヤーにクリティカルヒットを与える可能性がある。

## ストーリー
惑星クロノスでは貴重なエネルギー源「カトー」をめぐり、企業連合体（UCA、United Corporate Authority）、クロノス工業組合（CMC）、テロリスト組織「フォーレン」との間で三つ巴の紛争を繰り広げていた。主人公の真壁三十郎は、UCA軍の指揮官にしてモビル・コンバット・アーマー (MCA) のパイロットであり、名前のみが知られるフォーレンの指導者「ガブリエル」を探し出して暗殺する任務を負っている。三十郎はこの戦争で、弟の敏郎、親友のバク、そしてガールフレンドのクラを亡くしている。彼は今、復讐と、クラの妹であるキャスリンとのロマンチックな関係に突き動かされている。三十郎の言葉を借りれば「ちょっと複雑だ」（この辺は80年代アニメでおなじみの「三角関係」をテーマとしている）。
ゲームには2つの重要なポイント（分岐）があり、プレイヤーはゲームの結末を変える可能性がある重要な決定を下す必要がある。最初の決定はほぼ純粋に物語上の決定であるが、2番目の決定は実際にプレーヤーがゲームの残りの部分で誰と対戦するか、そしてゲームがどのように終わるかを決定する。

## 開発とリリース
『Shogo』は当初、『Riot: Mobile Armor』の名称で知られていた。日本のアニメーション、特に『パトレイバー』と『アップルシード』、そして「リアルロボット」と呼ばれるメカアニメのジャンルから多大な影響を受けている。
ゲームのリードデザイナー、クレイグ・ハバードは、Shogo が「（非常に成功したとはいえ）当初のデザイン目標には恥ずかしいほど及ばなかった」と述べ、「これは、比較的小規模な開発チームがやってしまいがちな野放図な楽観主義と際限のない野心の危険性を厳しく思い出させるものである」と述べた。ハバードによれば、「プロジェクトは全く問題だらけだった。私たちは計画、優先順位付け、野心、作業範囲、人員配置、経験の浅さ（私自身を含む）、そしてプロジェクトでうまくいかない可能性のあるほぼすべての点で問題を抱えていた。このゲームを救ったのは、出荷日の約6か月前に、このゲームを素晴らしいものにする方法はないと気づいたので、ゲームを楽しくすることに集中したことだったと思う。」これには、チームが「本当に楽しく使える武器を作ることに全力を注いだ」ことが関係している。
モノリスがこの次に開発したゲームは、2000 年にリリースされた『The Operative: No One Lives Forever』となった。このゲームの開発中、モノリスはパブリッシング パートナーを見つけるのに長い時間がかかった。その間、ハバードによると、後に『No One Lives Forever』となるゲームは「将来のプロデューサーやマーケティング部門を満足させるために、絶えず変化していた。このゲームは『Shogo』の精神的な続編として、元々はミッション（面）ベースで、アニメにインスピレーションを得た準軍事組織アクションスリラーとして始まったが、最終的には『電撃フリントGO!GO作戦』やその他数々の60年代のスパイ映画やテレビ番組の伝統に基づく60年代風スパイ・アドベンチャーとして完成した。 」(初期の「準軍事組織によるアクションスリラー」というコンセプトの一部は、2005年にリリースされた『FEAR』に発展した。) 

### リリース中止された拡張パック
当時は「拡張パック」を発売して本編を補完するのが流行だったが、本作はセールスが良くなかったので拡張パックのリリースが中止された。
拡張パック「守護天使（Shugotenshi）」を使えば、クラの役割をより深く理解できるようになったはずだった。クラが戦い、ハンクの死を受け入れるのは6〜8レベルだったはずだった。そのゲームのいくつかの特徴は、クラのためのさまざまなボディーアーマーと彼女のための新しい敵と武器だった。
「Legacy of the Fallen」はクロノスの戦いから離れ、プレイヤーをIota-33にある人里離れたカトー採掘施設に連れて行く。その目的はただ、フォールンが実際にどれほどよく組織化されているか、そしてアンベッド（高度機械生物工学部門）チームの武器能力を示すことである。「Legacy of the Fallen」には、まったく新しいキャラクターの登場人物、選択できる5つの新しいメカ、6つの新しい歩行武器、5つの新しいメカ武器、いくつかの新しい敵のエイリアン、および『ハーフライフ』とよく似た構造のレベルが含まれる予定だった
。

### 移植
『Shogo』は、2001年にHyperion EntertainmentによってAmiga PowerPCプラットフォームに移植された。Hyperionは『Shogo』のMacintoshポートとLinuxポートも作成した。このゲームは、Tux Games でベストセラーになったにもかかわらず、特に Linux で期待したほど売れなかった。Hyperion は、その発行元である Titan Computer に責任の一端を負わせており、Linux ユーザーがWindowsとデュアル ブートする可能性が高いためとしている。BeOS用のバージョンも 1999 年にBe Incによって開発された。

## 評価

### レビュー
レビュー集約ウェブサイト「Metacritic」によると、このゲームは「favorable（好評）」のレビューを受け、「世界的な評価（universal acclaim）」にはあと 2 ポイント及ばなかった。「Next Generation』誌によると、「『Half-Life』と『Sin -罪-』が同時期にリリースされているなど、この市場には明らかに多くの代替品があるが、 『Shogo』には明確なメリットがあり、それ自体で自立している。これは優れたゲームであり、今後も揺るがないだろう」と述べた
。

### セールス
モノリスは、1998年11月初旬のゲーム発売後、発売初週に10万本のゲームを小売業者に出荷した。しかし、このゲームは商業的には不振だった。1998年のクリスマス商戦期には米国で約2万本が売れたが、CNET Gamecenterのマーク・アッシャーはこの数字を「残念だ」と評した。競合他社である『SiN』と『Blood II: The Chosen』の失敗も含めて見た場合、これらの数字から彼は、ファーストパーソン・シューティングゲームというジャンルの市場規模が一般に信じられているよりも小さいのではないかと推測し、「（クリスマス商戦中）FPSゲームで売れたと言っていいのは『Half-Life』だけだ」と述べた 。『Shogo』の売上不振により、予定されていた拡張パックは中止された。
2003 年の著書『Games That Sell!』では、 Shogoのパフォーマンスを分析している。マーク・H・ウォーカーは、モノリスが小規模メーカーであるため、「本来あるべきほど売れなかった」と主張した。当時、ゲームの棚スペースは「報奨金システム」に基づいて割り当てられていた。大手小売業者は広告とゲームを棚に置く際に報奨金を請求し、パブリッシャーはゲームを在庫してもらう前にこれらの報奨金を支払う必要があった。大手パブリッシャはモノリスよりも報奨金に多額の支出をする余裕があるため、ウォーカーは『Shogo』は競合他社と比べて大手小売店で「広く流通させることができなかった」と考えた。

## 参照
1. ↑  Gentry, Perry (1998年10月16日). “What's in Stores This Week”. Gamecenter.  CNET. 2000年8月17日時点のオリジナルよりアーカイブ。2019年12月6日閲覧。
2. ↑  DANCE-CH.TV 武富士ダンサーズの公式ホームページ
3. ↑  “Game Info 2, Storyline”. PlanetShogo. 2008年1月3日時点のオリジナルよりアーカイブ。2011年10月16日閲覧。
4. ↑  “Riot: Mobile Armor”. PC Gamer.  Imagine Media (1997年). 1998年2月18日時点のオリジナルよりアーカイブ。2019年4月20日閲覧。
5. ↑  “Shogo Game Info”. PlanetShogo. 2008年1月2日時点のオリジナルよりアーカイブ。2011年10月16日閲覧。
6. 1 2  Hubbard, Craig (2001年6月8日). “Postmortem: Monolith's No One Lives Forever”. Gamasutra. 2010年7月18日閲覧。
7. ↑  “Craig Hubbard Talks SHOGO”. TechRaptor (2016年10月4日). 2021年9月6日閲覧。
8. ↑  “How F.E.A.R. and No One Lives Forever are shaping Betrayer”. PC Gamer (2013年8月9日). 2021年9月6日閲覧。
9. ↑  Booker, Logan (2005年6月24日). “Engine room: F.E.A.R. Factor”.   Atomic MPC. 2010年7月23日閲覧。
10. ↑  McClellan, Keith (1999年4月7日). “Interview with David Gallay of Nevolution”. Tweak.   Tweak3d.net. 2007年11月5日時点のオリジナルよりアーカイブ。2021年4月12日閲覧。
11. ↑  “Blue's News - December 12–18, 1998”. Blue's News. 2011年3月16日閲覧。
12. ↑  “Be Incorporated and Monolith Productions Announce Development of Monolith Productions' Shogo: Mobile Armor Division for BeOS.”. Business Wire (1999年9月7日). 2016年3月5日時点のオリジナルよりアーカイブ。2021年4月12日閲覧。
13. 1 2  “Shogo: Mobile Armor Division”. Metacritic.  CBS Interactive. 2021年4月12日閲覧。
14. ↑  House, Michael L.. “Shogo: Mobile Armor Division - Review”. AllGame.  All Media Network. 2014年11月15日時点のオリジナルよりアーカイブ。2021年4月13日閲覧。
15. ↑  Edge staff (Christmas 1998). “Shogo: Mobile Armor Command [sic”]. Edge (Future Publishing) (66):  96 2021年4月13日閲覧。.
16. ↑  Bergren, Paul (February 1999). “Shogo [Mobile Armor Division”]. Game Informer (FuncoLand) (70):  50 2021年4月13日閲覧。.
17. ↑  Hudak, Chris (1998). “Shogo: Mobile Armor Division Review for PC on GamePro.com”. GamePro (IDG Entertainment).  オリジナルのJanuary 13, 2005時点におけるアーカイブ。 2021年4月13日閲覧。.
18. ↑  Johnny B. (1998年10月). “Shogo: Mobile Armor Division Review”. GameRevolution.  CraveOnline. 2015年9月10日時点のオリジナルよりアーカイブ。2021年4月13日閲覧。
19. ↑  Kasavin, Greg (1998年10月13日). “Shogo: Mobile Armor Division Review [date mislabeled as "November 9, 2000"]”. GameSpot.   CBS Interactive. 2005年3月26日時点のオリジナルよりアーカイブ。2021年4月12日閲覧。
20. ↑  Blevins, Tal (1998年11月6日). “Shogo: Mobile Armor Division”. IGN.  Ziff Davis. 2021年4月12日閲覧。
21. 1 2  “Shogo: Mobile Armor [Division”]. Next Generation (Imagine Media) (50):  105. (February 1999) 2021年4月12日閲覧。.
22. ↑  Vaughn, Todd (December 1998). “Shogo: Mobile Armor Division”. PC Gamer (Imagine Media) 5 (12):  176.  オリジナルのMarch 10, 2000時点におけるアーカイブ。 2021年4月13日閲覧。.
23. ↑  Hopper, D. Ian (1998年). “Bringing out the big guns”. The Cincinnati Enquirer (Gannett Company).  オリジナルの2001年4月28日時点におけるアーカイブ。 2021年4月13日閲覧。
24. ↑  GameSpot staff (1998年11月13日). “Shogo's Super Sell-In”. GameSpot.   Ziff Davis. 2000年1月16日時点のオリジナルよりアーカイブ。2021年4月12日閲覧。
25. ↑  Laprad, David (1998年11月13日). “Shogo Ships 100,000 Units”. The Adrenaline Vault.   NewWorld.com, Inc.. 2000年12月15日時点のオリジナルよりアーカイブ。 Template:Cite webの呼び出しエラー：引数 accessdate は必須です。
26. 1 2  IGN staff (1999年5月25日). “News Briefs”. IGN.   Ziff Davis. 2000年9月1日時点のオリジナルよりアーカイブ。2021年4月12日閲覧。
27. 1 2  Asher, Mark (1999年2月17日). “Game Spin: The Daikatana Demo”. Gamecenter.   CNET. 2000年10月20日時点のオリジナルよりアーカイブ。2021年4月12日閲覧。
28. ↑  Walker, Mark H. (June 25, 2003). Games That Sell!. Wordware Publishing. pp. 190–91. ISBN 155622950X